# Carlos Cardet
Carlos Cardet Llorente (nascido em 6 de março de 1951) é um ex-ciclista olímpico cubano. Representou sua nação nos Jogos Olímpicos de Verão de 1976 e 1980.